# Michigan
Michigan (IPA: mɪʃɨgən) is een staat die zowel in de Grote Merenregio als het middenwesten van de Verenigde Staten ligt. De standaardafkorting voor de staat is MI. De naam Michigan is de Franstalige vorm van het Ojibwe-woord mishigamaa, dat "groot water" of "groot meer" betekent. Michigan is de op negen na dichtstbevolkte staat van de vijftig Amerikaanse staten en staat op de elfde plaats wat oppervlakte betreft (de grootste ten oosten van de Mississippi). Lansing is de hoofdstad, terwijl Detroit de grootste stad is. De bijnaam luidt "The Great Lakes State".
Michigan is de enige staat die bestaat uit twee schiereilanden. Het Benedenschiereiland, waar de naam Michigan oorspronkelijk naar verwees, heeft min of meer de vorm van een want. Het Bovenschiereiland is gescheiden van het Benedenschiereiland door de Straat van Mackinac, een 8 km brede engte die het Huronmeer met het Michiganmeer verbindt. De twee schiereilanden staan via de weg in verbinding met elkaar via de Mackinacbrug. De staat, die grenst aan vier van de vijf Grote Meren en aan het Saint Clairmeer, heeft de langste zoetwaterkustlijn van eender welke politieke subdivisie in de wereld. Bijgevolg is het een van de absolute leiders in het land op het vlak van pleziervaart. Michigan heeft 64.980 binnenmeren en vijvers. Op het grondgebied is men dan ook nergens meer dan 10 km van oppervlaktewater of 137 km van een Grote Meren-kustlijn verwijderd.
Wat nu Michigan is, was eerst bevolkt door verscheidene Indianenvolken, alvorens de Fransen het in de 17e eeuw koloniseerden en het deel ging uitmaken van Nieuw-Frankrijk. Nadat Frankrijk had verloren in de Franse en Indiaanse oorlog in 1762, kwam de regio onder een Brits bestuur, totdat het uiteindelijk toegevoegd werd aan de nog jonge Verenigde Staten na de Britse nederlaag in de Amerikaanse Onafhankelijkheidsoorlog. Het gebied was tot 1800 een deel van het grotere Noordwestterritorium, totdat westelijk Michigan deel ging uitmaken van het Indianaterritorium. In 1805 ontstond uiteindelijk het Michiganterritorium, dat bleef bestaan tot 26 januari 1837, toen het als de 26e staat toetrad tot de Unie. De staat Michigan groeide al snel uit tot een industrieel en handelscentrum in de Grote Merenregio, evenals een populaire bestemming voor immigranten.
Alhoewel Michigan een diverse economie ontwikkelde, is het alom bekend als het centrum van de Amerikaanse auto-industrie. Het is de thuishaven van 's lands drie grootste automobielbedrijven (General Motors, Ford en Chrysler), waarvan de hoofdzetels stuk voor stuk in de metropoolregio van Detroit liggen. Alhoewel het dunbevolkt is, is het Bovenschiereiland door zijn status als toeristische bestemming en door zijn overvloed aan natuurlijke grondstoffen ook economisch belangrijk, terwijl het Benedenschiereiland een centrum is voor productie, diensten en hoogtechnologische industrie.

## Geschiedenis
De Fransman Étienne Brûlé verkende het gebied voor Frankrijk in 1620 en was daarmee een van de eerste Europeanen die het gebied ontdekten. Het huidige Michigangebied stond, voordat het in 1763 definitief in Britse handen overging, onder controle van Frankrijk als deel van Nieuw-Frankrijk, het geheel van Franse bezittingen in Noord-Amerika. Franse namen als Detroit en Bois Blanc Island herinneren hier nog aan.
In 1805 werd Michigan gevormd als een apart territorium uit het toenmalige Noordwestterritorium. In 1835 speelde zich een grensconflict af met Ohio, de Toledo-oorlog, waarbij Ohio de stad Toledo en de "Toledo strip" van Michigan verkreeg. In hetzelfde jaar kreeg Michigan ter compensatie het Bovenschiereiland erbij (zie hieronder), dat voordien tot Wisconsin behoorde. Op 26 januari 1837 werd Michigan formeel, als 26e, een staat van de Verenigde Staten. Tijdens de Amerikaanse Burgeroorlog behoorde ze tot de kant van de Unie.

## Geografie

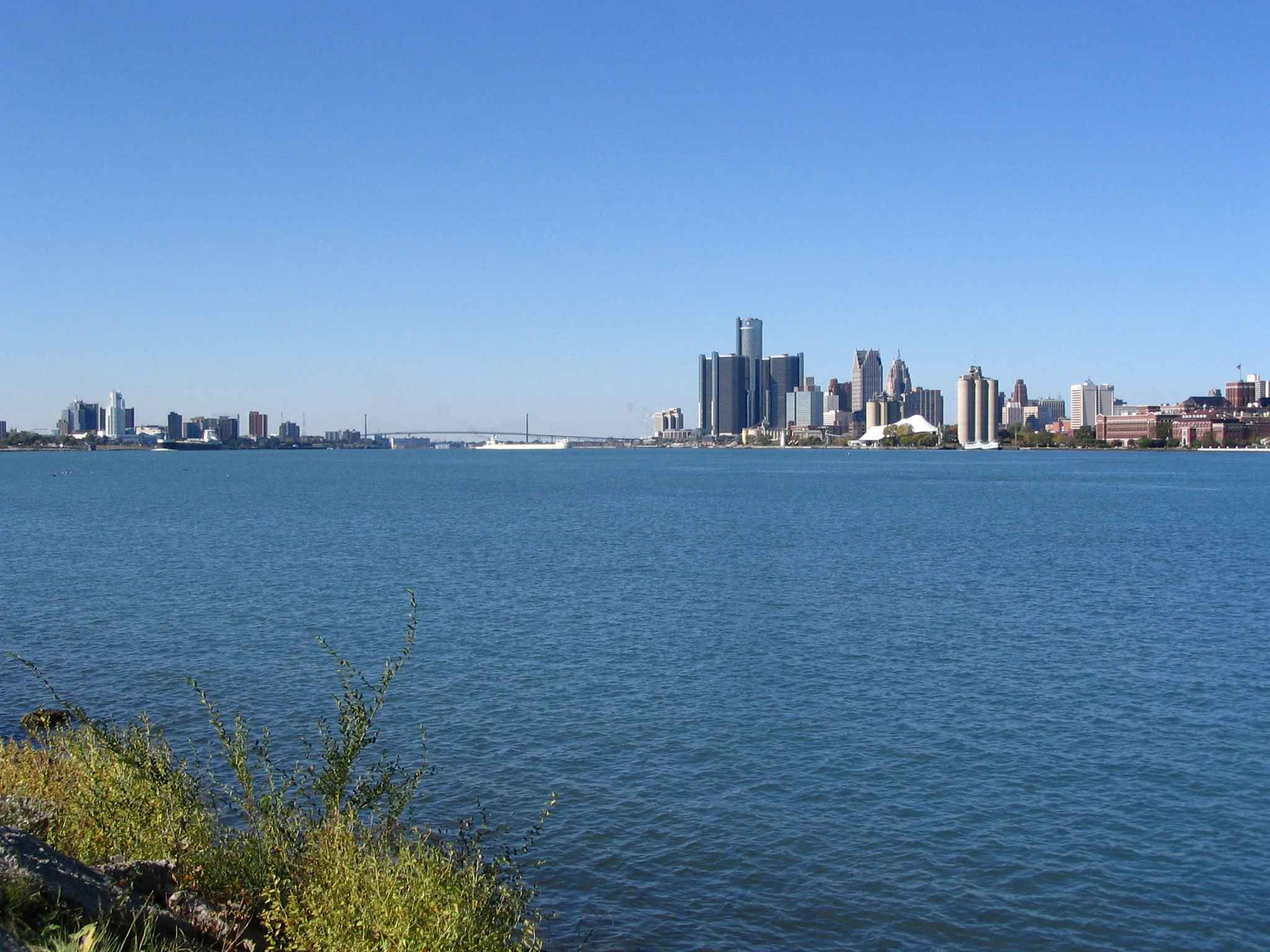
Detroit vanaf het water

De staat Michigan beslaat 250.941 km², waarvan 147.255 km² land.
Michigan ligt aan vier van de vijf Grote Meren, te weten Huronmeer, Bovenmeer, Michiganmeer en Eriemeer. In het noorden grenst de staat aan Canada, in het noordwesten aan Wisconsin en in het zuiden aan Indiana en Ohio. Het Isle Royale in het Bovenmeer behoort ook tot Michigan.
Het hoogste punt van de staat is de top van Mount Arvon (603 m).
Het grootste deel van de staat ligt in de Eastern-tijdzone, doch een klein gedeelte van het Upper Peninsula ligt in de Central tijdzone.

## Demografie
| Afkomst                 | Percentage |
| ----------------------- | ---------- |
| Duits                   | 20,6%      |
| Iers                    | 11,0%      |
| Engels                  | 9,0%       |
| Pools                   | 8,4%       |
| Amerikanen              | 6,0%       |
| Frans of Frans-Canadees | 5,9%       |
| Nederlands              | 4,6%       |
| Italiaans               | 4,6%       |
| Schotten                | 2,1%       |
| Arabisch                | 1,8%       |
| Zweeds/Fins             | 1,4%       |
| Hongaars                | 0,9%       |
| Noors                   | 0,8%       |
| Russisch                | 0,8%       |
| Schots-Iers             | 0,7%       |

Kaart met afkomst van de inwoners

In 2000 telde Michigan 9.938.444 inwoners (40 per km²) waarvan meer dan 70% in een stedelijk gebied woont. De belangrijkste steden zijn Detroit, dat verreweg de grootste is, de hoofdstad Lansing en Grand Rapids.
Sommige county's in Michigan worden bevolkt door grote groepen Nederlandse immigranten, vooral boeren, die in sommige county's zelfs een meerderheid in de etnische minderheid vormen. Veel Dutch-Americans wonen in Grand Rapids en Holland.

## Bestuurlijke indeling
Michigan is onderverdeeld in 83 county's.

## Politiek
Aan het hoofd van de uitvoerende macht van de staat staat een gouverneur, die direct gekozen wordt door de kiesgerechtigden in de staat. De gouverneursverkiezing van 2018 werd gewonnen door Gretchen Whitmer van de Democratische Partij. Zij trad in januari 2019 aan als gouverneur van Michigan.
De wetgevende macht bestaat uit het Huis van Afgevaardigden van Michigan (Michigan House of Representatives) met 110 leden en de Senaat van Michigan (Michigan Senate) met 38 leden.

## Onderwijs
Michigan kent twee universiteitssystemen: de Universiteit van Michigan en de Michigan State University. Verder zijn er onder meer het Calvin College en het Hope College, twee liberal arts colleges, die vergelijkbaar zijn met een universiteit. Een onderdeel vormt de School of Music, Theatre & Dance die de Stearns Collection of Muscical Instruments bewaart, met 2500 historische en moderne muziekinstrumenten uit de gehele wereld.

## Bijnamen
Naast The Wolverine State worden ook bijnamen zoals The Great Lakes State, The Automotive State, en Water-Winter Wonderland gebruikt.